# Meriggiare pallido e assorto

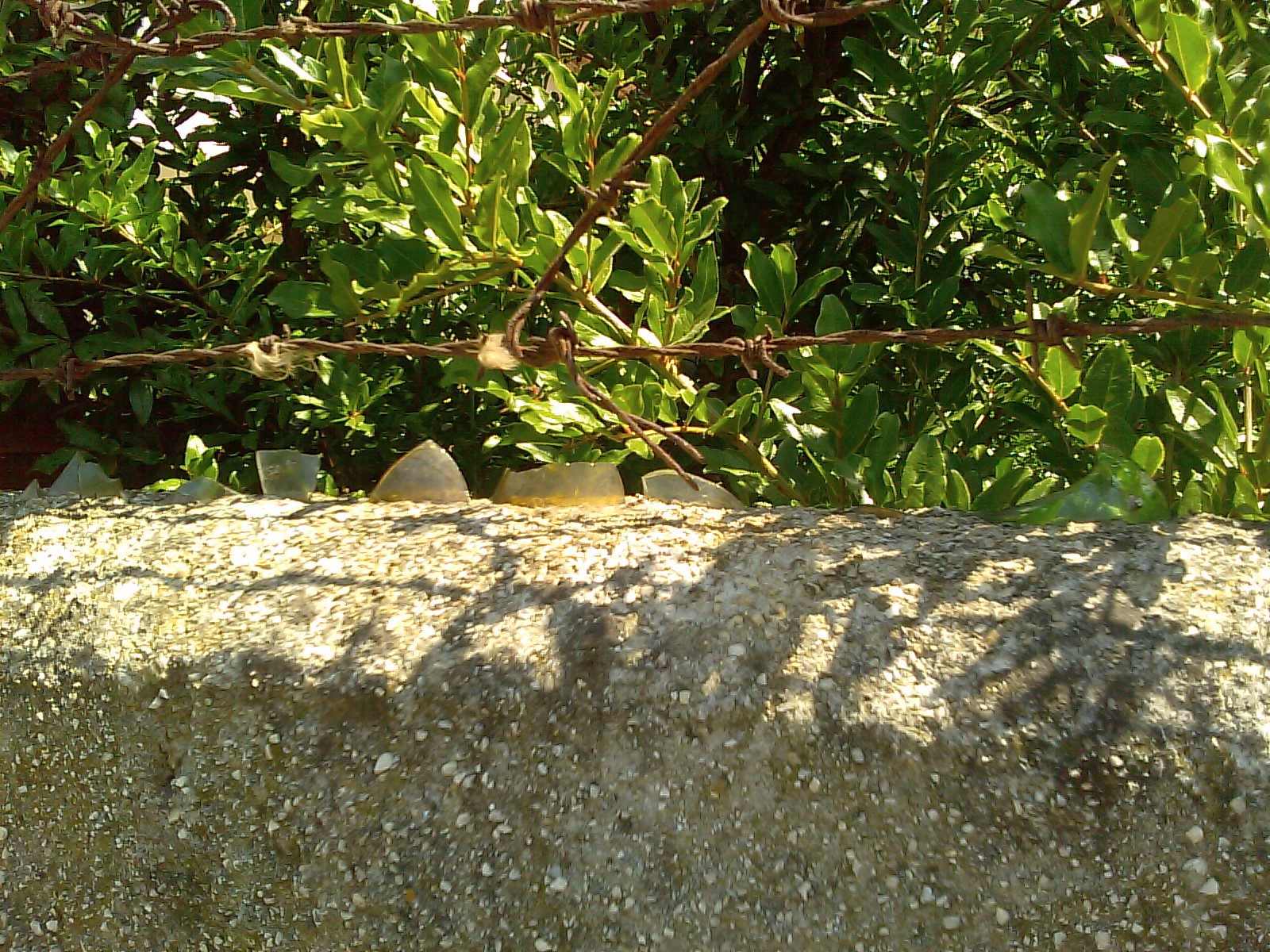
... un rovente muro d’orto... che ha in cima cocci aguzzi di bottiglia.

Meriggiare pallido e assorto è una poesia di Eugenio Montale, parte della raccolta intitolata Ossi di seppia e più precisamente della sezione dei cosiddetti "Ossi brevi".

## Metrica
I versi sono endecasillabi, decasillabi e novenari, raggruppati in tre quartine e un pentastico (strofa di cinque versi). Il sistema di rime nelle prime tre strofe è: AABB; CDCD; EEFF. Nell'ultima strofa tutti i versi sono legati da consonanza: abbaglia/meraviglia/travaglio/muraglia/bottiglia.

## Tema
Il testo ruota attorno al tema dell'impossibilità della parola poetica di raggiungere la dimensione dell'"oltre" (in questo caso rappresentato da quelle agognate scaglie di mare del v.10 che si intravedono oltre il muro, tra le fronde degli alberi), e della rinuncia da parte dell'io lirico a travalicare la dimensione della mera contingenza (il muro d'orto del v. 2, la muraglia del v.16).
È quanto mai distante il modello dannunziano del poeta-vate che, nel momento dell'estasi panica, era in grado di mettersi in contatto con un’altra dimensione  dell'esistenza e di comunicare al mondo dei barlumi di verità. È altrettanto impossibile, per Montale, ricongiungersi con il mondo della natura per via panica: il soggetto poetico, ormai irrimediabilmente scisso dall'entità paterna (il mare, per Montale), si trova catapultato al di qua del muro, immerso in una realtà costituita da contingenze irrelate, ma porterà sempre con sé il ricordo dell'unione mistica con il mare - padre.
Nonostante la grande distanza che separa Montale dai modelli precedenti, e in particolar modo da Gabriele D'Annunzio, va anche però sottolineato come Montale non operi un'eversione frontale della tradizione letteraria, ma preferisca di gran lunga procedere alla corrosione della tradizione dal suo interno. 
La lingua poetica rimane infatti quella piana e lucida della tradizione, con forti rimandi alla poesia pascoliana e crepuscolare, ma è decontestualizzata in modo da creare un effetto di straniamento.
Allo stesso modo è possibile rintracciare alcuni topoi letterari, che però, nell'economia complessiva del componimento, risultano ribaltati nel significato.
Già a partire dalla collocazione temporale del componimento, esplicitata nel titolo, non è possibile non notare l'analogia con il Meriggio dannunziano, ora per eccellenza dell'estasi panica. In Meriggiare pallido e assorto, però, il sole pomeridiano non è rivelatore di altre verità, quanto elemento funzionale alla presa di coscienza da parte del poeta della necessità di una resa al mondo della contingenza e di una accettazione della condizione umana, di cui sono chiara metafora le brulicanti file di rosse formiche che, pur non avendo un obiettivo preciso, continuano a muoversi.
Anche lo stesso muro, che frustra la vista del soggetto poetante, ha come illustre antecedente la siepe leopardiana de L'infinito: se questa, però, enfatizzava l'immaginazione di Leopardi nella misura in cui ne limitava lo sguardo, il muro montaliano lascia il poeta nell'ossessiva contemplazione della sua vana verticalità, del suo slancio verso l'alto frustrato da quei cocci aguzzi di bottiglia in cui si riassume il senso dell'esistenza umana. Si sente anche l'influsso della poesia di Leopardi che si rispecchia nel momento ozioso e nella difficile cavalcabilità della vita.
Potremmo dire che il poeta paragona la vita dell'uomo piena di travagli e sofferenze al camminare lungo un muro nell'ora più calda del giorno, e voler superare quest'ostacolo senza riuscirci perché bloccato da un mucchio di cocci aguzzi; allo stesso tempo l'uomo cammina, vive, osserva ogni aspetto della natura, trova il suo "mare" da cui attingere la conoscenza, ma non è in grado di individuare il senso vero della vita, bensì è limitato nella sua ricerca dall'impossibilità di proseguire lungo il suo cammino.
Egli vede nelle "scaglie di mare" (che suscitano allo stesso tempo un senso di aridità e scagliosità) il raggiungimento di una verità a cui non riesce ad arrivare.
L'uomo cerca continuamente e intensamente il senso vero della natura, ma nella sua condizione non è mai in grado di trovarlo.